# Дуб черешчатий (Полтава, Гоголя)
Дуб черешчатий — ботанічна пам'ятка природи місцевого значення в Україні. Розташована в Полтаві за адресою вулиця Гоголя 20.
Площа — 0,01 га. Статус надано згідно з рішенням Полтавського облвиконкому № 671 від 28.12.1982 для збереження одинокого вікового дерева дуба звичайного (Quercus robur) віком біля 250 років. Перебуває у віданні комунального підприємства «Декоративні культури».
Обхват дерева на висоті 1,3 м. у 1965 році становив 191 см., у 2013 році - 315 см., у 2016 році - 318 см., у 2021 році - 325 см. 
Описаний у «Інвентаризаційному описі дубів» 1965—1968 років члена міського товариства охорони природи Степана Пащенка.

## Галерея

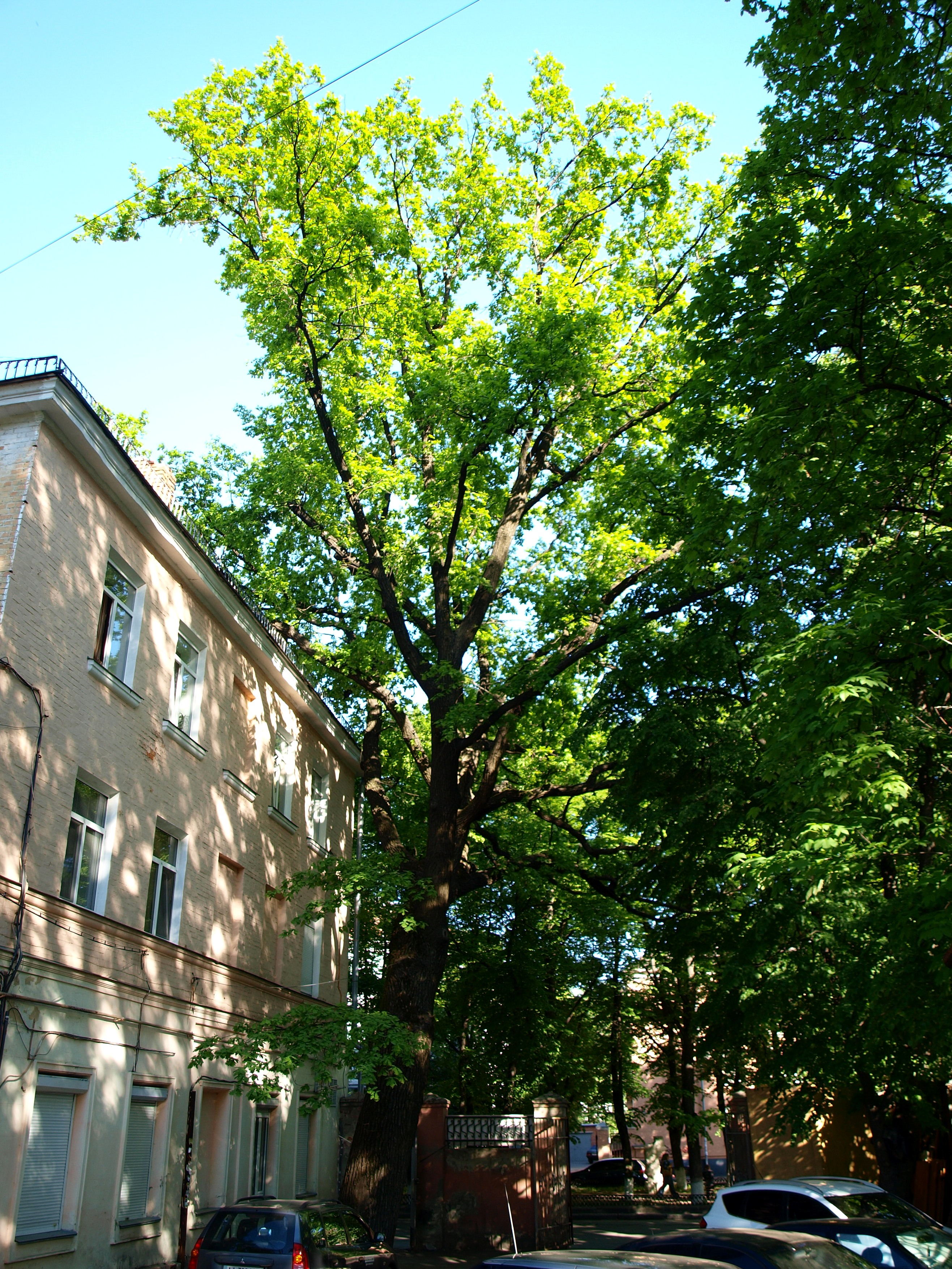
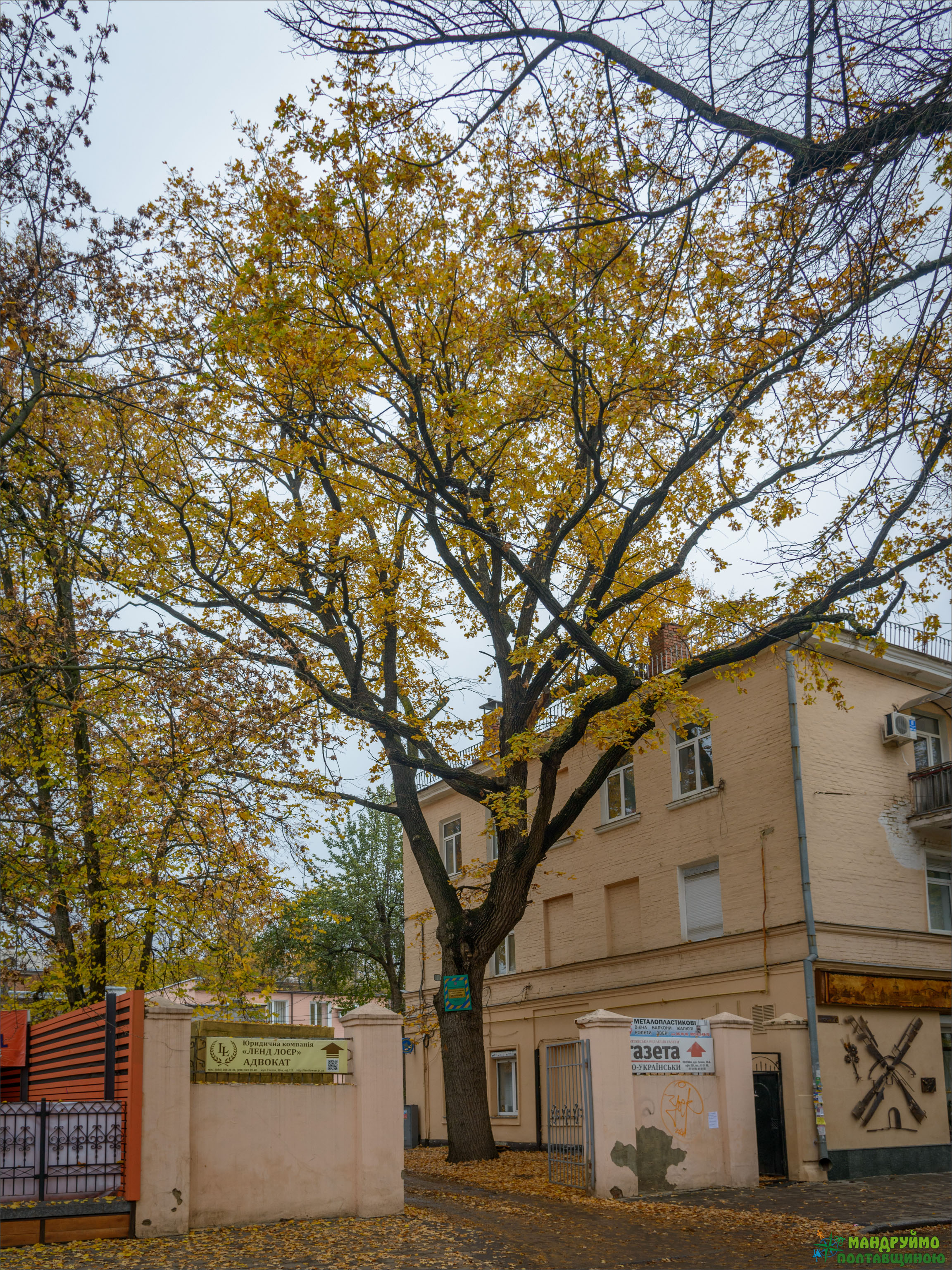
Пам'ятка у листопаді 2020
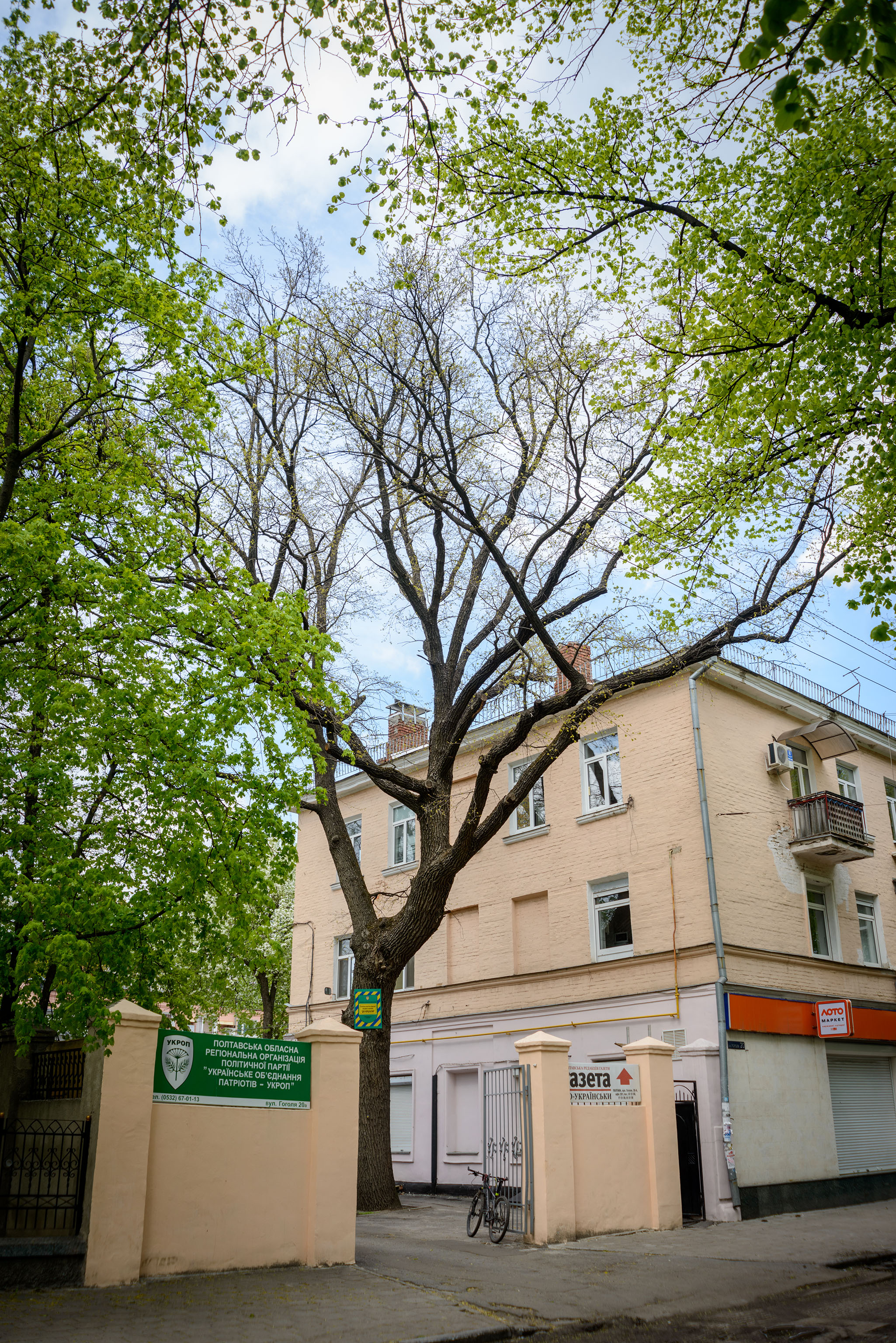
Пам'ятка у квітні 2016